# Poutyvl
Poutyvl (en ukrainien : Путивль) ou Poutivl (en russe : Путивль) est une ville de l'oblast de Soumy, en Ukraine. Sa population s'élevait à 14 886 habitants en 2022.

## Géographie
Poutyvl est située sur la rive droite de la Seïm à 46 km à l'est de Konotop, à 79 km au nord-ouest de Soumy et à 209 km au nord-est de Kiev.

## Histoire

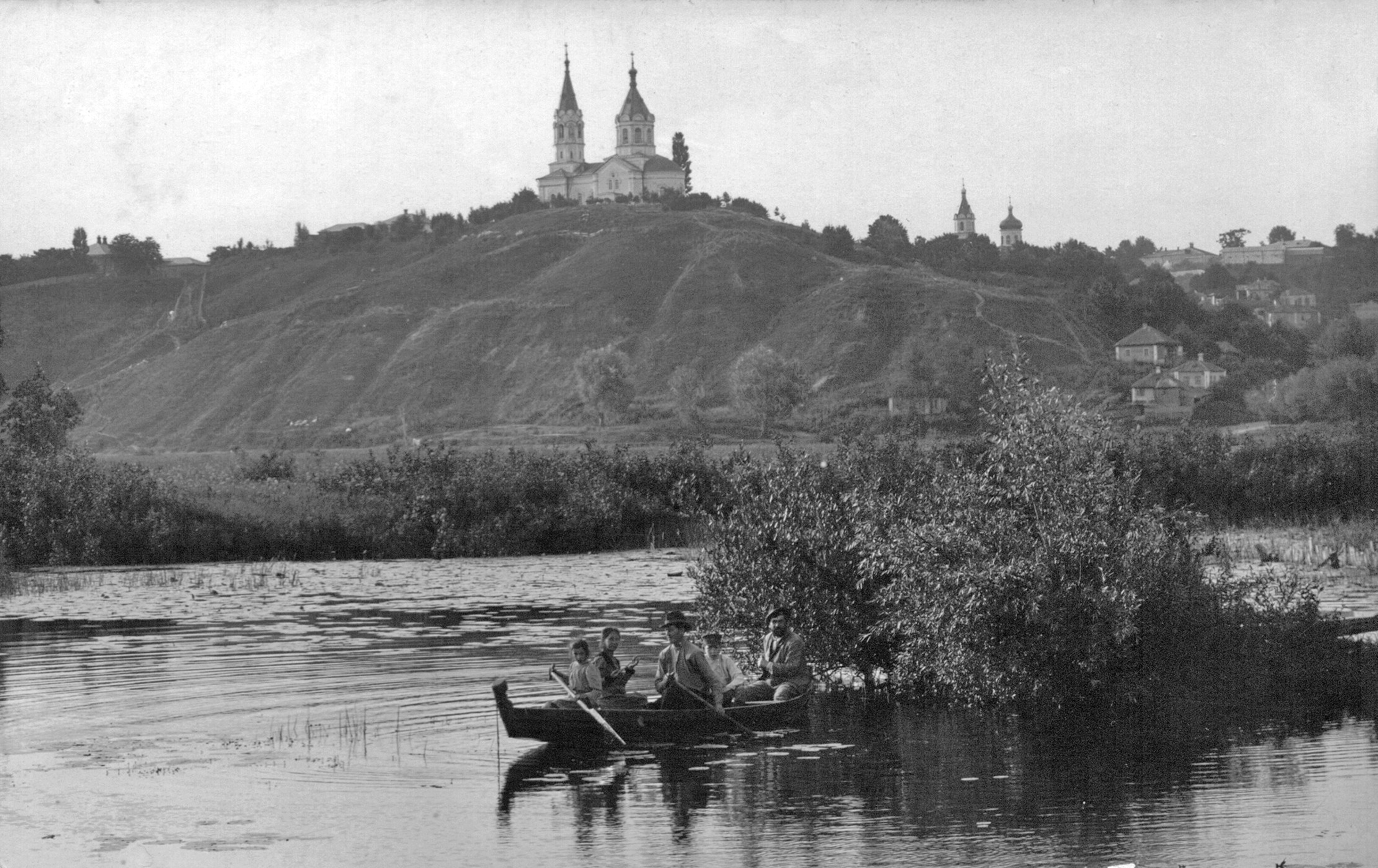
Vue de la ville avant 1914 et une barque sur la Seïm.

Une des cités originales de Sévérie, Poutyvl est mentionnée pour la première fois en 1146 comme une importante forteresse disputée par les principautés de Tchernigov et de Novgorod-Severski de la Russie kiévienne. Le chant de Iaroslavna sur les murs de Poutyvl est le point culminant du poème épique médiéval Le Dit de la campagne d'Igor ainsi que de l'opéra d'Alexandre Borodine, Le Prince Igor. Après la bataille de la Vedrocha, en 1500, Poutyvl fut cédée au grand-duché de Moscou. Pendant l'époque troublée de l'Interrègne (1598-1613), elle devint le centre de la révolte d'Ivan Bolotnikov et brièvement une base des troupes de Dimitri II. Avant la révolution russe de 1917, Poutyvl faisait partie du gouvernement de Koursk. Durant la Seconde Guerre mondiale, les partisans soviétiques, conduits par Sydir Kovpak, chef de l'administration de Poutyvl, commencèrent leurs activités de guérilla contre les forces d'occupation allemandes dans les forêts du nord de l'Ukraine.
Jusqu'à la réforme de 2020, Poutyl était le centre administratif du raïon de Pouty, qui a été absorbé par la raïon de Konotop.
Le 24 février 2022, la ville est prise par les forces armées de la fédération de Russie dans le cadre de leur invasion de l'Ukraine.
En avril 2022, les forces ukrainiennes reprennent le contrôle de Poutyvl, à la suite du retrait des troupes russes de l'oblast de Soumy, dans le nord de l'Ukraine.

## Population
Recensements (*) ou estimations de la population :
| 1897* | 1923* | 1926* | 1959* | 1970*  | 1979*  |
| ----- | ----- | ----- | ----- | ------ | ------ |
| 9 955 | 9 838 | 8 002 | 8 993 | 15 059 | 17 780 |

| 1989*  | 2001*  | 2013   | 2014   | 2015   | 2016   |
| ------ | ------ | ------ | ------ | ------ | ------ |
| 19 342 | 17 354 | 16 317 | 16 175 | 16 009 | 15 856 |

| 2017   | 2018   | 2019   | 2020   | 2021   | 2022   |
| ------ | ------ | ------ | ------ | ------ | ------ |
| 15 778 | 15 643 | 15 433 | 15 260 | 15 100 | 14 886 |